# An’yō-ji (Ishiyama-Nango)

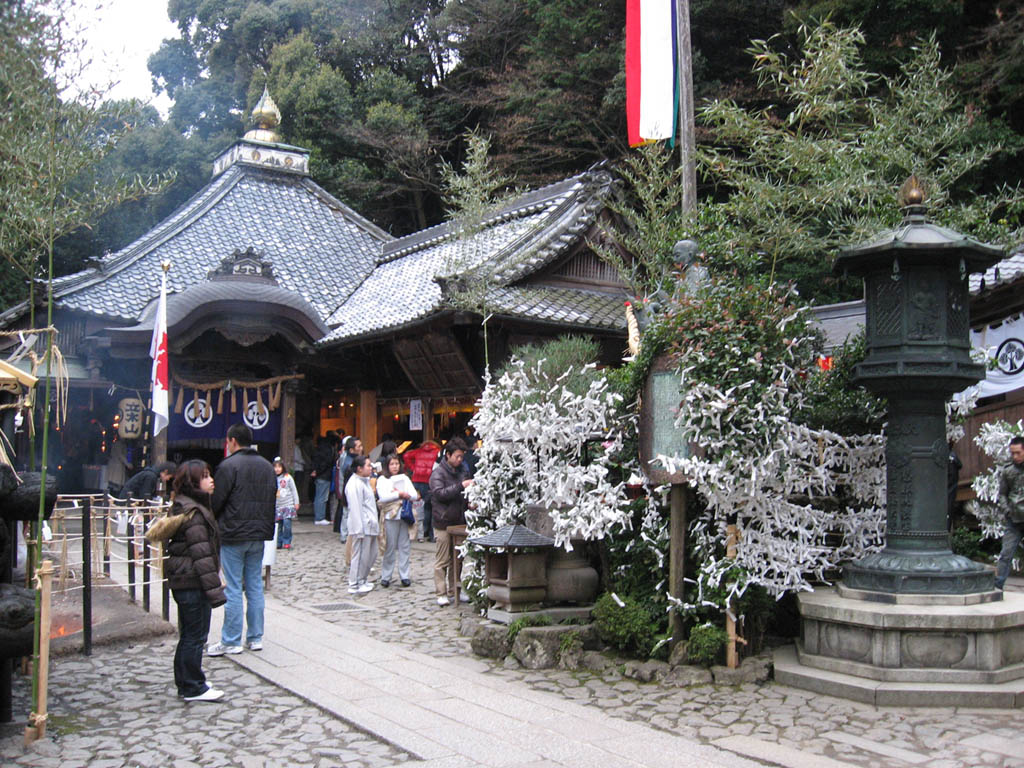
Haupthalle

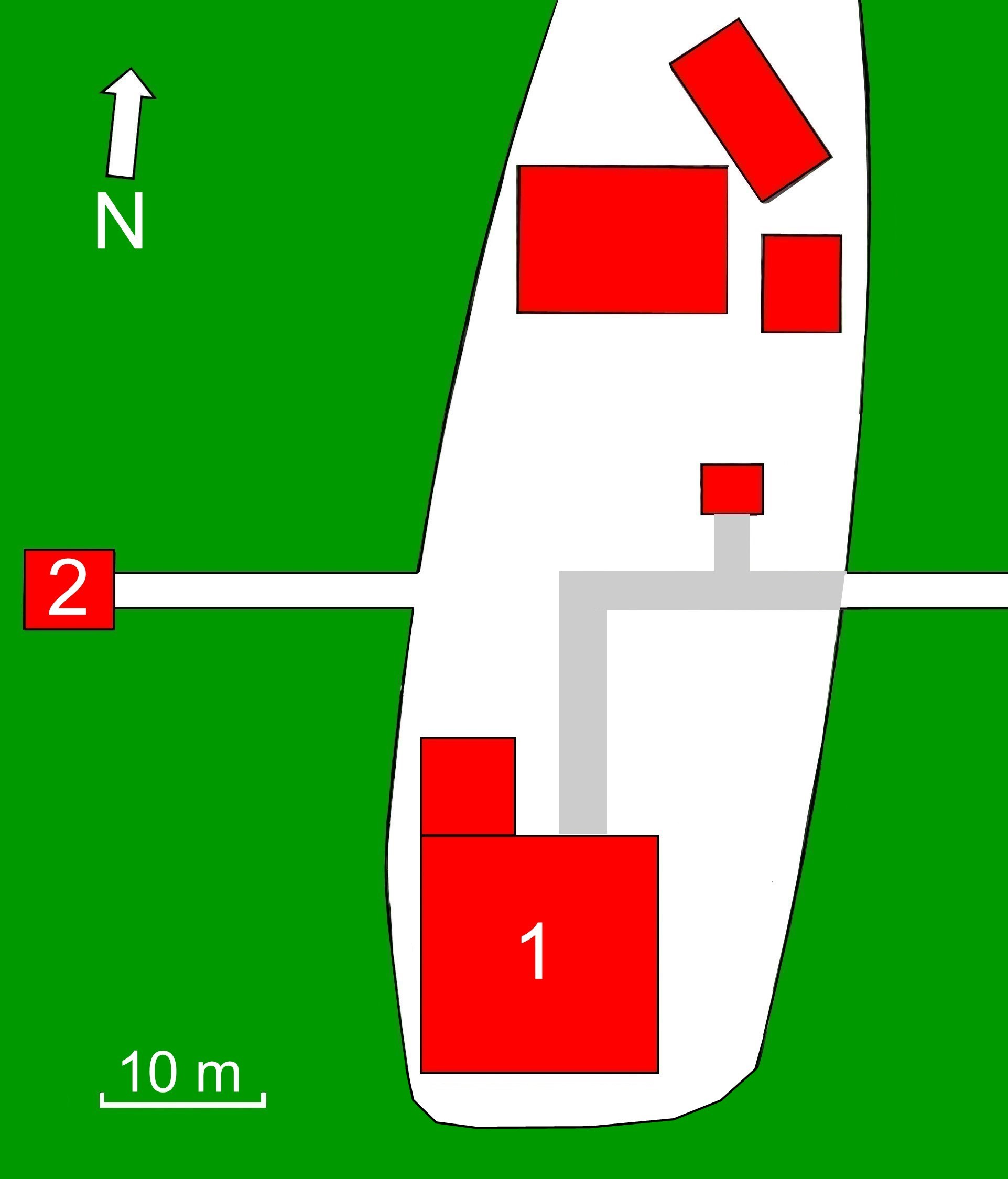
Plan des Tempels (s. Text)

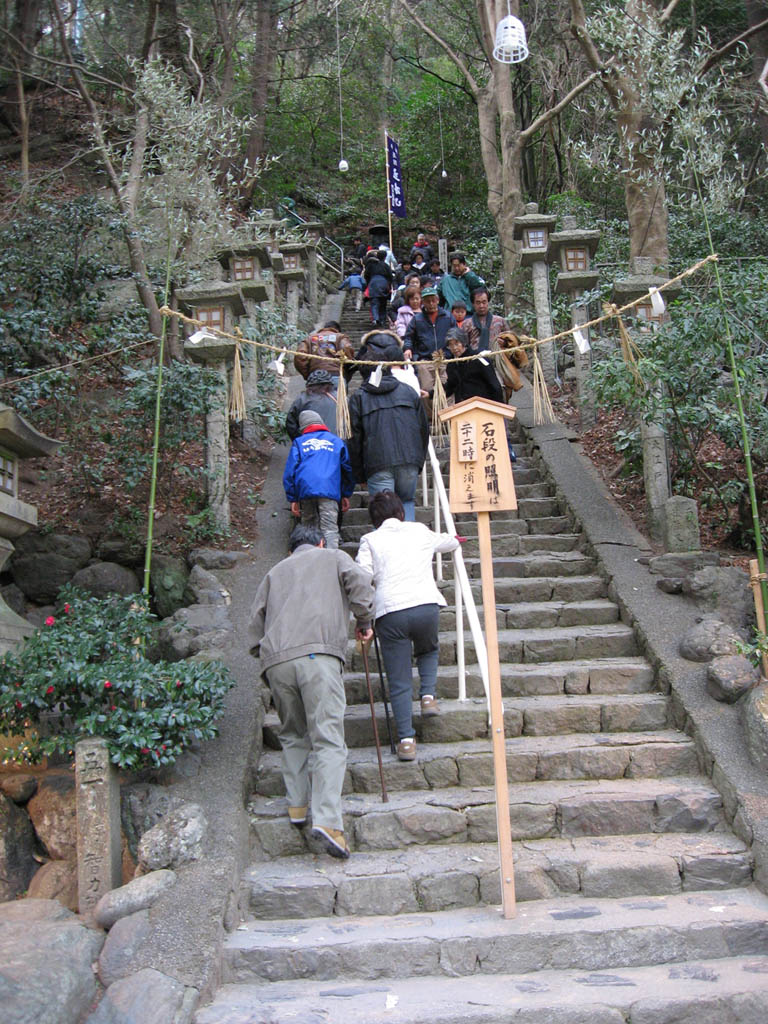
Die steile Treppe

Der An’yō-ji (japanisch 安養寺), auch Tachigisan-dera (立木山寺) oder einfach Tachigi Kannon (立木観音) genannt, ist ein Tempel der Jōdo-Richtung des Buddhismus im Stadtteil Ishiyama-Nango (石山南郷町) in den Bergen im Süden von Ōtsu (Präfektur Shiga). Er ist der 20. Tempel des Neuen Saigoku-Pilgerwegs.

## Geschichte
Als Priester Kūkai im Jahr 815 – 43 Jahre alt, das ist für einen Mann ein „Jahr der Gefahren“ (厄年, Yaku-doshi) – eine Pilgerreise durch das Land durchführte, kam er zum Berg Tachigi (立木山), als er eine Erleuchtung hatte. Er schnitzte daraufhin eine lebensgroße Kannon-Figur, die man dann verehrte. Dazu kam, dass die Kannon sich in ein Reh verwandeln kann. So hatte sie als Reh Kūkai den Weg zum Tachigi gezeigt, nachdem er den Fluss Setagawa (瀬田川) überquert hatte. Die Stelle, an der sie den seichten Fluss übersprungen hat, wird „Rehsprung“ (鹿跳, Shishitobi) genannt.
Die Kannon wird auch „Gefahren vertreibenden Kannon von Tachigi“ (厄除けの立木の観音, Yaku-nozoke no Tachigi no Kannon) genannt. Jeden Monat am 17., dem „Tag des Lebensbeginns“ (緑日, Ennichi), kommen besonders viele Pilger.

## Anlage
Der hochgelegene, über einen steilen Weg, aber auch über eine Straße zu erreichende Tempelbereich besteht aus der Haupthalle (本堂; Hondō; im Plan 1) und dem Oku-no-in (奥の院). Daneben gibt es noch Gebäude der Mönche.